# Bell Island (Alaska)
Bell Island is een eiland van 50 km² in de Alexanderarchipel in het zuidoosten van de Amerikaanse staat Alaska. Het eiland ligt in het Behm Canal, direct ten noorden van het grote Revillagigedo Island.